# Villy-le-Moutier
Pour les articles homonymes, voir Moutier (homonymie).
Villy-le-Moutier est une commune française située dans le département de la Côte-d'Or, en région Bourgogne-Franche-Comté.

## Géographie

### Hydrographie
La rivière le Meuzin s'écoule du nord vers le sud du territoire ; elle sépare le bourg de Villy-le-Moutier du hameau de Villy-le-Brûlé. Les ruisseaux de la Sereine, de la Chargeolle et de la Bèze arrosent également la commune tandis que plusieurs étangs se situent au nord et à l'ouest du territoire communal.

### Voies de communication et transports
La gare de Beaune est située à 12 km, sur la Ligne de Paris-Lyon à Marseille-Saint-Charles via Dijon-Ville et Lyon. La gare de Seurre située à 15 km permet l'accès à la Ligne de Dijon-Ville à Saint-Amour via Louhans, vers Bourg-en-Bresse.
La commune est desservie par deux routes départementales : la RD 2 entre Corgoloin et Corberon et la D 115 entre Ladoix-Serrigny et Montmain.
L'autoroute A36 La comtoise traverse la commune, les accès les plus proches sont à Beaune et à Chamblanc.

### Climat
Pour des articles plus généraux, voir Climat de la Bourgogne-Franche-Comté et Climat de la Côte-d'Or.
En 2010, le climat de la commune est de type climat océanique dégradé des plaines du Centre et du Nord, selon une étude du Centre national de la recherche scientifique s'appuyant sur une série de données couvrant la période 1971-2000. En 2020, Météo-France publie une typologie des climats de la France métropolitaine dans laquelle la commune est dans une zone de transition entre le climat océanique altéré et le climat semi-continental et est dans la région climatique  Bourgogne, vallée de la Saône, caractérisée par un bon ensoleillement (1 900 h/an), un été chaud (18,5 °C), un air sec au printemps et en été et des vents faibles. 
Pour la période 1971-2000, la température annuelle moyenne est de 11,1 °C, avec une amplitude thermique annuelle de 17,9 °C. Le cumul annuel moyen de précipitations est de 786 mm, avec 10,9 jours de précipitations en janvier et 7,4 jours en juillet. Pour la période 1991-2020, la température moyenne annuelle observée sur la station météorologique de Météo-France la plus proche, « Saint-Nic. Citeaux », sur la commune de Saint-Nicolas-lès-Cîteaux à 10 km à vol d'oiseau, est de 11,2 °C et le cumul annuel moyen de précipitations est de 813,8 mm,. Pour l'avenir, les paramètres climatiques de la commune estimés pour 2050 selon différents scénarios d'émission de gaz à effet de serre sont consultables sur un site dédié publié par Météo-France en novembre 2022.

## Urbanisme

### Typologie
Au 1er janvier 2024, Villy-le-Moutier est catégorisée commune rurale à habitat dispersé, selon la nouvelle grille communale de densité à 7 niveaux définie par l'Insee en 2022.
Elle est située hors unité urbaine. Par ailleurs la commune fait partie de l'aire d'attraction de Beaune, dont elle est une commune de la couronne,. Cette aire, qui regroupe 64 communes, est catégorisée dans les aires de 50 000 à moins de 200 000 habitants,.

### Occupation des sols
L'occupation des sols de la commune, telle qu'elle ressort de la base de données européenne d’occupation biophysique des sols Corine Land Cover (CLC), est marquée par l'importance des territoires agricoles (49,5 % en 2018), une proportion sensiblement équivalente à celle de 1990 (49,6 %). La répartition détaillée en 2018 est la suivante : forêts (46 %), terres arables (42,6 %), zones agricoles hétérogènes (4,4 %), milieux à végétation arbustive et/ou herbacée (2,9 %), prairies (2,5 %), eaux continentales (1,5 %). L'évolution de l’occupation des sols de la commune et de ses infrastructures peut être observée sur les différentes représentations cartographiques du territoire : la carte de Cassini (XVIIIe siècle), la carte d'état-major (1820-1866) et les cartes ou photos aériennes de l'IGN pour la période actuelle (1950 à aujourd'hui).

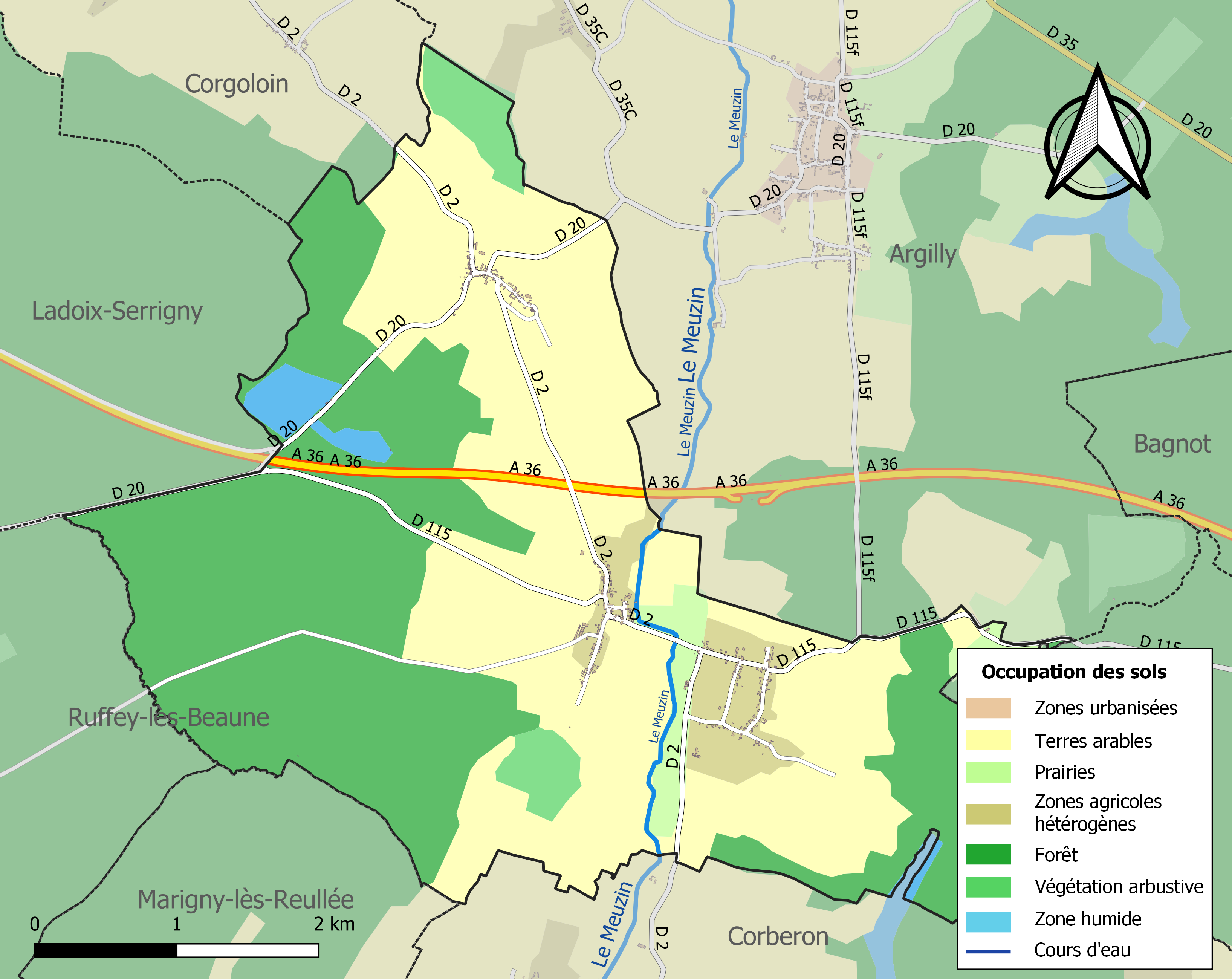
Carte des infrastructures et de l'occupation des sols de la commune en 2018 (CLC).

## Toponymie
Les cartulaires de l'abbaye de Cîteaux et de la cathédrale Saint-Bénigne de Dijon indiquent Viiliacum dès le XIIe siècle. Il faut attendre le milieu du XIVe siècle pour voir appaitre la forme Vihiley le Moustier.
Le suffixe moutier résulte de la présence d'un prieuré détruit pendant la Ligue,.

## Politique et administration

### Liste des maires
| Période                                  | Période  | Identité          | Étiquette | Qualité             |
| ---------------------------------------- | -------- | ----------------- | --------- | ------------------- |
| Les données manquantes sont à compléter. |          |                   |           |                     |
| inconnu                                  | 1840     | Jacques Jeantet   |           |                     |
| 1840                                     | inconnu  | Joseph Joigneault |           |                     |
| 2001                                     | 2008     | Philippe Dupont   |           |                     |
| 2008                                     | En cours | Marcel Jobard     | SE        | Retraité de l'armée |

## Population et société

### Démographie
L'évolution du nombre d'habitants est connue à travers les recensements de la population effectués dans la commune depuis 1793. Pour les communes de moins de 10 000 habitants, une enquête de recensement portant sur toute la population est réalisée tous les cinq ans, les populations de référence des années intermédiaires étant quant à elles estimées par interpolation ou extrapolation. Pour la commune, le premier recensement exhaustif entrant dans le cadre du nouveau dispositif a été réalisé en 2008.

En 2022, la commune comptait 330 habitants, en évolution de −4,35 % par rapport à 2016 (Côte-d'Or : +0,82 %, France hors Mayotte : +2,11 %).
| 1793 | 1800 | 1806 | 1821 | 1836 | 1841 | 1846 | 1851 | 1856 |
| ---- | ---- | ---- | ---- | ---- | ---- | ---- | ---- | ---- |
| 629  | 681  | 706  | 714  | 704  | 680  | 690  | 723  | 675  |

| 1861 | 1866 | 1872 | 1876 | 1881 | 1886 | 1891 | 1896 | 1901 |
| ---- | ---- | ---- | ---- | ---- | ---- | ---- | ---- | ---- |
| 635  | 593  | 589  | 563  | 571  | 553  | 538  | 503  | 468  |

| 1906 | 1911 | 1921 | 1926 | 1931 | 1936 | 1946 | 1954 | 1962 |
| ---- | ---- | ---- | ---- | ---- | ---- | ---- | ---- | ---- |
| 418  | 408  | 313  | 292  | 283  | 269  | 235  | 230  | 191  |

| 1968 | 1975 | 1982 | 1990 | 1999 | 2006 | 2008 | 2013 | 2018 |
| ---- | ---- | ---- | ---- | ---- | ---- | ---- | ---- | ---- |
| 195  | 175  | 165  | 191  | 216  | 305  | 330  | 342  | 334  |

| 2022 | - | - | - | - | - | - | - | - |
| ---- | - | - | - | - | - | - | - | - |
| 330  | - | - | - | - | - | - | - | - |

## Économie

### Revenus et fiscalité
En 2011, le revenu fiscal médian par ménage était de 41 065 euros, ce qui plaçait alors Villy-le-Moutier au 2 527e rang parmi les 31 886 communes de plus de 49 ménages en métropole.

### Emploi
En 2014, la population âgée de 15 à 64 ans s'élevait à 232 personnes, parmi lesquelles on comptait 80,5 % d'actifs dont 73,6 % ayant un emploi et 6,9 % de chômeurs.
On comptait 24 emplois dans la zone d'emploi, contre 40 en 2009. Le nombre d'actifs ayant un emploi résidant dans la zone d'emploi étant de 172, l'indicateur de concentration d'emploi est de 14 %, ce qui signifie que la zone d'emploi offre un peu moins d'un emploi pour six habitants actifs.

### Entreprises et commerces
Au 31 décembre 2015, la commune comptait 35 établissements : 11 dans l’agriculture-sylviculture-pêche, 7 dans l'industrie, 3 dans la construction, 11 dans le commerce-transports-services divers et 3 étaient relatifs au secteur administratif.
En 2016, 5 entreprises ont été créées à Villy-le-Moutier.

#### Agriculture
Le tableau ci-dessous présente les principales caractéristiques des exploitations agricoles de Villy-le-Moutier, observées sur une période de 22 ans
|                                            | 1988  | 2000  | 2010  |
| ------------------------------------------ | ----- | ----- | ----- |
| Nombre d’exploitations                     | 23    | 13    | 12    |
| Équivalent Unité de travail annuel         | 27    | 12    | 11    |
| Surface Agricole Utile (SAU) (ha)          | 1 359 | 1 216 | 957   |
| Cheptel (nombre de têtes)                  | 445   | 148   | 155   |
| Terres labourables (ha)                    | 1 142 | 1 067 | 824   |
| Superficie moyenne d’une exploitation (ha) | 59,1  | 93,5  | 79,75 |

Les résultats du recensement général agricole réalisé en 2010 (RGA 2010) montrent que Villy-le-Moutier a vu le nombre de ses exploitations agricoles divisé par deux entre 1988 et 2010. Sur la même période, la surface agricole utilisée régresse fortement, passant de plus de 1 300 hectares à moins de 1 000 hectares, polyculture et élevage sont les secteurs d'activité dominants.

## Culture locale et patrimoine

### Lieux et monuments
- Église Saint-Révérien-et-Saint-Blaise  Inscrit MH (1926)[25].
- Site d'une maison fossoyée, fouillée dans les années 1970[26].

### Personnalités liées à la commune
- Albert Lalle (1905-1979), homme politique, maire de Villy-le-Moutier, député de la Côte-d'Or[27].

### Héraldique
| Blason de Villy-le-Moutier | Blason  | D'azur à la colombe volant en pal d'argent, à la crosse d'or brochante accostée de deux palmes de sinople posées en chevron renversé et mouvant du fût de la crosse, au chef de gueules enflammé d'or. |
| Blason de Villy-le-Moutier | Détails | Le statut officiel du blason reste à déterminer. |